# سامي غلين
سامي غلين (بالإنجليزية: Sammy Glenn)‏ هي ممثلة بريطانية، ولدت في 11 أغسطس 1983.

## وصلات خارجية
- سامي غلين على موقع IMDb (الإنجليزية)
- سامي غلين على موقع قاعدة بيانات الفيلم (الإنجليزية)